# Georges Bataille
Georges Bataille, (wym. /ʒɔʀʒ batɑ:j/), ps. Lord Auch, Pierre Angélique, Louis Trente (ur. 10 września 1897 w Billom zm. 8 lipca 1962 w Paryżu) – francuski pisarz (eseista, prozaik, poeta) i filozof, autor koncepcji „literatury transgresji”.

## Życiorys
Georges Bataille był synem Josepha-Aristide’a Bataille’a – poborcy podatkowego i Antoinette-Aglae Tournarde. Rodzina osiedliła się w 1901 roku w Szampanii, co umożliwiło młodemu Bataille’owi pobieranie nauki w Reims, a następnie – w Épernay.
Dzieciństwo spędził w Reims – był wówczas świadkiem kilku prób samobójczych matki (wszystkie nieudane). W 1914 roku gdy Reims znalazło się pod groźbą ataku artylerii niemieckiej matka Georges’a Bataille’a, pozostawiając swego małżonka na miejscu, wyjechała z dwójką swych dzieci do rodziny na wieś (do Riom-ès-Montagnes).
Bataille kontynuował naukę i w 1915 uzyskał Baccalauréat (maturę). W tym samym roku zmarł jego ojciec (sparaliżowany i ociemniały w konsekwencji przebytego syfilisu).
W 1916 roku został zmobilizowany i w latach 1916–1917 służył w wojsku. Nigdy nie trafił na front, spędził większość swojej służby wojennej w szpitalu wojskowym. Został zwolniony z wojska z powodu gruźlicy.
Mimo że nie odebrał żadnego wychowania religijnego (jego rodzice byli ateistami), tuż przed I wojną światową Bataille przeżył nawrócenie religijne. W 1914 roku przyjął chrzest. Miał zamiar zostać księdzem. Jednak jego zainteresowania średniowieczem okazały się silniejsze i gdy został przyjęty do paryskiej École nationale des chartes w 1918 roku porzucił myśl o kapłaństwie. Studia były rozwinięciem jego zainteresowań chrześcijaństwem, by je podjąć przeniósł się do Paryża. W późniejszym życiu stał się ateistą. 
Studia ukończył w 1922 roku pracą poświęconą poezji XIII wieku (L’Ordre de chevalerie, conte en vers du XIIIe siècle) uzyskując dyplom archiwisty paleografa.
W 1922 roku otrzymał stanowisko w madryckiej Wyższej Szkole Badań Hispanistycznych (Escuela de Altos Estudios Hispánicos, obecnie Casa de Velázquez). Zainteresował się w tym okresie walkami byków, które często oglądał. Podczas jednego z widowisk stał się świadkiem tragicznej śmierci Manuela Granero – jednego z toreadorów.
W latach 1922–1944 Bataille pracował w paryskiej Bibliothèque Nationale (początkowo jako stażysta). Najczęściej mówi się, że Georges Bataille był bibliotekarzem lub archiwistą. O ile jest to prawdą, to należy dodać, że Bataille pracując w Bibliothèque Nationale zajmował się kolekcjami medalionów – publikował też artykuły naukowe na tematy numizmatyczne. Również jego praca, którą napisał kończąc École nationale des chartes nawiązywała do tematyki orderów – była krytycznym opracowaniem średniowiecznego rękopisu L’Ordre de chevalerie (Order kawaleryjski), w którym przedstawił klasyfikację ośmiu rękopisów. Na podstawie tej klasyfikacji dokonał rekonstrukcji wiersza.
W latach okupacji nieustannie podróżował pomiędzy Paryżem i prowincjonalnymi miasteczkami francuskimi – to właśnie podczas tych podróży stworzył większość swych najbardziej znanych dzieł.
Jako znany bywalec domów publicznych oraz kronikarz paryskiego życia nocnego musiał się w końcu pożegnać ze stanowiskiem w bibliotece – zrezygnował w 1944 roku z powodu zapadnięcia na gruźlicę; dwa lata później przeprowadził się do Vézelay. Ponieważ w związku z utratą pracy został pozbawiony środków do życia, w 1947 roku przyjął stanowisko wykładowcy w Collegè Philosophique, podjął też pracę redaktora w paryskim wydawnictwie Editions de Minuit.
W latach 1949–1951 pracował jako bibliotekarz w Carpentras (Prowansja), a od 1951 roku w Orleanie.
W 1961 roku Pablo Picasso, Max Ernst i Joan Miró urządzili aukcję swych obrazów, przeznaczając zyski na rzecz Bataille’a.

## Życie prywatne
Bataille był dwa razy żonaty: jego pierwszą żoną była aktorka Silvia Maklès (rozwiedli się w 1934 roku), znana z filmów Renoira i Carnégo (później Silvia poślubiła francuskiego psychoanalityka Jacques’a Lacana); w 1946 roku poślubił Dianę de Beauharnais. Choroby (w tym wspomniana już wyżej gruźlica) nękały Bataille’a przez całe życie, a wraz z nimi także ataki depresji.

## Śmierć
W 1955 roku zdiagnozowano u niego arteriosklerozę (stwardnienie naczyń krwionośnych) mózgu. Wówczas nie poinformowano go o tym, że choroba ta prowadzi do śmierci. Bataille zmarł po siedmiu latach 8 lipca 1962 roku.

## Twórczość, działalność, koncepcje i publikacje
Mimo że Georges Bataille znany jest przede wszystkim jako autor tekstów beletrystycznych (i sam starał się nie nazywać siebie filozofem) opublikował on też szereg prac filozoficznych i wywarł znaczący wpływ na myśl filozoficzną.
Bataille był założycielem kilku pism i grup literackich. Na jego znaczny dorobek autorski składa się szereg różnorodnych tekstów, poematów i esejów na niezliczone tematy (między innymi na temat mistycyzmu w ekonomii; filozofii, poezji, sztuki, erotyki). Czasami publikował pod pseudonimem i niektóre jego publikacje zostały zakazane. Podczas życia w znacznej mierze jego dorobek był ignorowany i pogardzany przez współczesnych mu twórców takich jak Jean-Paul Sartre, którzy zarzucali mu propagowanie mistycyzmu. Bataille stał na marginesie oficjalnego życia intelektualnego we Francji i do końca lat 60. we francuskiej literaturze był obecny w sposób nader dyskretny. Jednak po śmierci (od początku lat 70.) stał się jednym z najbardziej wpływowych myślicieli końca XX wieku. Uznawany jest za prekursora postmodernizmu. Wpłynął w dużym stopniu na umysłową formację młodej elity. Jego prace miały znaczny wpływ na takich autorów jak Michel Foucault, Philippe Sollers i Jacques Derrida – wszyscy oni byli związani z pismem Tel Quel. Wpływ Bataille’a odczuwa się też w pracach Jeana Baudrillarda, jak i w psychoanalitycznych teoriach Jacques’a Lacana.
W 1918 roku opublikował sześciostronicową ulotkę pt. Notre-Dame de Rheims – była to jego pierwsza publikacja opiewająca chwałę zburzonej bombami katedry.
Podczas pobytu w Londynie w 1920 roku spotkał się z Henrim Bergsonem, który zaprosił go do siebie na obiad i zachęcał do lektury Śmiechu (Le Rire).
W roku 1920 Bataille przystąpił do ruchu surrealistycznego, choć sam uważał się za „wewnętrznego wroga” surrealizmu. Został oficjalnie wyklęty przez André Bretona, który oskarżył go o działanie na rzecz rozbicia ruchu (w 1930 roku Bataille napisał wymierzony przeciwko niemu pamflet pt. Un cadavre). Po II wojnie światowej Bataille i surrealiści, choć podchodząc do siebie z rezerwą, ponownie nawiązali relacje ze sobą.
Bataille założył i wydawał wiele czasopism, publikując teksty na temat socjologii, religii i literatury. Bataille jako pierwszy publikował prace Rolanda Barthes’a, Michela Foucault i Jacques’a Derridy. Był wydawcą serii Documents (1929-1931).
Na lata dwudzieste XX wieku przypada okres zainteresowania się Bataille’a psychoanalizą. Gdy w 1920 roku rozpoczął pracę w paryskiej bibliotece zaczął czytać dzieła Fryderyka Nietzschego. W roku 1923 czytał prace Zygmunta Freuda i spotykał się regularnie z rosyjskim egzystencjalistą Lwem Szestowem (razem chcieli przetłumaczyć na francuski jego książkę Idee dobra u Tołstoja i Nietzschego). Szestow wywarł wówczas na niego duży wpływ. W 1934 roku poznał Pierre’a Klossowskiego, dzieląc z nim zainteresowania psychoanalizą i estetyką.
W 1935 roku razem z André Bretonem powołał do życia antyfaszystowską grupę Contre-Attaque.
Pragnąc badać przejawy sacrum w życiu społecznym, w 1939 roku razem z Michelem Leirisem, Rogerem Caillois i Jules’em Monnerotem powołał do życia bardzo wpływową grupę Collège de Sociologie. Wśród członków Collège de Sociologie znalazło się szereg autorów, którzy odeszli od surrealizmu. Grupa była ściśle związana ze stowarzyszeniem sekretnym Acéphale (z greckiego a-cephalus, dosłownie „bezgłowy”). Stowarzyszenie to skupiało zafascynowanych obrzędem ofiary z człowieka, publikowało periodyk o takiej samej nazwie co stowarzyszenie (Acéphale) – „czasopismo o inspiracjach nietzscheańskich”, które też starało się postulować to co Jacques Derrida nazywał „anty-suwerennością”. Jak głosi legenda Bataille i pozostali członkowie stowarzyszenia zgodzili się na to, by zostać uświęcającą ofiarą na inaugurację, ale nikt z członków nie chciał być egzekutorem. Potencjalnemu egzekutorowi zaoferowano zwolnienie od odpowiedzialności, ale nie znalazł się nikt chętny do czasu rozwiązania stowarzyszenia, jakie miało miejsce tuż przed II wojną światową.
Bataille współpracował wówczas też z takimi myślicielami jak André Masson, Jules Monnerot, Jean Rollin i Jean Wahl.
Duży wpływ na Bataille’a wywarły prace autorów takich jak: Hegel, Zygmunt Freud, Karol Marks, Marcel Mauss, Markiz de Sade, Alexandre Kojève, Fryderyk Nietzsche (na temat twórczości którego napisał esej – broniąc ją przed zawłaszczeniem przez narodowych socjalistów).
W pracach Bataille’a daje się zauważyć różnorodne wpływy. Wykorzystywał on różnorodne typy dyskursu.
W 1928 roku po raz pierwszy opublikowane zostało jego dzieło Historia oka. Wydano je w pod pseudonimem Lord Auch – co można przetłumaczyć na Pan Wychodków, gdyż słowo auch w żargonie oznacza tyle co „(wysłać kogoś) do toalety”. Nakład publikacji wyniósł 134 egzemplarze i publikacja była sprzedawana potajemnie. Historia opisuje w szczegółach niezwykłe perwersje seksualne pary nastoletnich kochanków. Narratorem jest młodzieniec wspominający swoje wyczyny. Tytuł pochodzi od oka, które jeden z bohaterów (Sir Edmond) wydobywa z oczodołu jednej z ofiar, i które jest następnie wykorzystywane jako fetysz seksualny. Początkowo powieść czytana była jako zwykła pornografia. Z czasem interpretacja pracy stopniowo dojrzewała do tego by ujawnić znacząca filozoficzną i emocjonalną głębię charakterystyczną dla literatury określanej mianem literatury transgresji. Obrazowość powieści oparta jest na serii metafor, które z kolei odnoszą się do filozoficznych konstruktów rozwiniętych w tej pracy: oko, jajko, słońce, ziemia, jądro.
Inne znane powieści to: Ma mère (Moja matka), L’Impossible. Histoire de rats suivi de Dianus et de L’Orestie i Le Bleu du ciel (Błekit nieba).
Moja matka opublikowana pośmiertnie stała się też podstawą francuskiego filmu z 2004 roku o tym samym tytule. Film wyreżyserował Christophe’a Honoré. Przedstawia historię kazirodczego związku 17-letniego młodzieńca i jego atrakcyjnej, promiskuitywnej, 43-letniej matki.
Le Bleu du ciel z nekrofilskimi, politycznymi i autobiograficznymi tonami stanowi znacznie „ciemniejsze” ujęcie współczesnej rzeczywistości historycznej. Powieść interpretowana jest jako nowoczesna adaptacja historii libertyńskiego Don Juana. Historia osadzona została w świecie faszyzmu, w Europie lat 30.
Na lata II wojny światowej przypadają prace nad – zrodzoną z „mistycyzmu ateistycznego” – Summą ateologiczną (Somme athéologique). Tytuł nawiązuje do Summy teologicznej Tomasza z Akwinu. Na Summę ateologiczną składają się prace L’expérience intérieure (Doświadczenie wewnętrzne, napisane w latach 1941–1942, wydane w roku 1943), Le Coupable i Sur Nietzsche. Bataille pragnął stworzyć summę ateologiczną, która byłaby (jak u Nietzschego) pozainstytucjonalnym dotarciem do czystego życia religijnego. W swoich pracach usiłuje określić te przeżycia, których poszukuje w akcie ciągłej negacji.
Po wojnie Bataille w 1946 roku założył czasopismo Critique.
W 1949 roku wydał pisaną w latach 1946–1949 La Part maudite (Część przeklętą). Część przeklęta prezentuje nową teorię ekonomii, którą Bataille nazwał „ogólną teorią ekonomii”. Określenie „ogólna” ma ją odróżniać od ograniczonej perspektywy większości teorii ekonomicznych. Według teorii konsumpcji Bataille’a „część przeklęta” jest tą nadwyżkową i nieodzyskiwalną częścią każdej ekonomii, która przeznaczona jest dla jednego z dwóch możliwych społecznych wydatkowań. Musi być albo zużyta na luksusy (ze świadomością bezzyskowności takiego użycia) – na przykład na sztukę, na nierozrodczą seksualność, podczas spektakli lub innych wystawnych okoliczności – albo nieświadomie przeznaczona na oburzające i katastroficzne roztrwonienie – współcześnie najczęściej na koszty wojny a dawniej w destruktywnych i rujnujących darach lub ofiarach. Za każdym razem jednak w sposób, który zagraża dominującemu systemowi.
Pojęcie „nadmiaru” energii odgrywa kluczową rolę w myśli Bataille’a. Bataille poddaje pod swój ogląd nadmierność energii, która – zaczynając od nieskończonej emisji energii słonecznej lub nadwyżek jakie normalnie powstają w wyniku podstawowych reakcji chemicznych materii ożywionej – jawi się jako norma dla organizmów. Innymi słowy: organizm w teorii ogólnej Bataille’a – w przeciwieństwie do klasycznej teorii ekonomii, która zakłada istnienie racjonalnych „aktorów” motywowanych „rzadkością” – normalnie znajduje się w posiadaniu nadmiaru dostępnej energii. Ten nadmiar może być zużyty produktywnie na wzrost organizmu albo może zostać zwydatkowany rozrzutnie. Bataille argumentuje, że wzrost lub ekspansja organizmu zawsze przebiega poza granice i staje się niemożliwa. Zmarnotrawienie tej energii to właśnie „luksus”. Forma i rola jaką przybiera luksus w społeczności charakteryzuje tę społeczność. Część przeklęta odnosi się do tego nadmiaru – przeznaczonego na zmarnotrawienie.
Kluczowe do sformułowania tak rozumianej ogólnej teorii ekonomii przez Bataille były refleksje nad zjawiskiem potlaczu, teoria kultury darów Marcela Maussa, a także praca Z genealogii moralności Fryderyka Nietzschego.
Pierwszy rozdział Części przeklętej przedstawia teorię ogólnej ekonomii i na poparcie przytacza przykłady funkcjonowania takiej ekonomii: ofiary w społeczności azteckiej, zakonne instytucje lamaizmu (tybetańskiej odmiany buddyzmu), Plan Marshalla i wiele innych. Drugi i trzeci rozdział pracy rozszerza podaną koncepcję odpowiednio na erotyzm i suwerenność.
Osobliwa koncepcja suwerenności Bataille’a była dyskutowana przez wielu autorów takich jak Jacques Derrida, Giorgio Agamben, Jean-Luc Nancy i innych.
W pracach Historia erotyzmu (inedyt z lat 1950–1951, wydany ostatecznie w 1976 roku) i Erotyzm (1957) omawia erotyzm jako jeden z aspektów wewnętrznego życia człowieka, nie mniej duchowy niż życie religijne. Erotyzm jest zdaniem Bataille’a funkcją ludzką jeśli seksualizm ograniczają zakazy – bez ich oporu pozostaje zwykłą, „swobodną” seksualnością zwierzęcą. Historia erotyzmu jest więc historią prób przekraczania (transgresji) ustanowionych zakazów. Historia erotyzmu to esej o ekonomii ogólnej w szczególnym, szerokim sensie nadanym temu pojęciu przez Bataille’a.

## Publikacje
- Histoire de l'œil, 1928 (pod pseudonimem Lord Auch)
- Le bleu du ciel (napisana w 1935, wyd. 1957)
- Madame Edwarda, 1937 (pod pseudonimem Pierre Angélique)
- L’Expérience intérieure, 1943
- Le Coupable, 1943
- La Part maudite, 1949
- L’érotisme, 1957
- La Littérature et le Mal, 1957
- Les Larmes d’Éros, 1961
- L’impossible, 1962 (pierwsze wydanie w 1947 jako La haine de la poésie)
- Ma mère, 1966 (niedokończona)

## Tłumaczenia tekstów na język polski
Beletrystyka:
- Historia oka i inne historie, wybór tekstów – zawiera: Madame Edwarda, Historia oka, Błękit nieba, Umarły, Miłość istoty śmiertelnej, wybór i wstęp Tadeusz Komendant, tłum: Wojciech Gilewski, Tadeusz Komendant i Ireneusz Kania; Oficyna Literacka, Kraków 1991, ISBN 83-85158-11-1 (Histoire de l'œil 1928; Le bleu du ciel (napisana w 1935, wyd. 1957), Madame Edwarda 1937); wyd II: Wyd. słowo/obraz terytoria, Gdańsk 2010, wstęp i tłumaczenie Tadeusz Komendant, posłowie Tomasz Swoboda, s. 352, ISBN 978-83-7453-965-4
- Ksiądz C., przeł. Krzysztof Jarosz, wstęp Pierre Klossowski, oprac. Krzysztof Matuszewski, Wydawnictwo KR, Warszawa 1998, s. 178, ISBN 83-86989-34-3 (Abbé C. 1950)
- Moja matka, przeł. Bożena Sęk, Wyd. Wema 1991, s. 103 (Ma mère 1966)
- Martwy, przeł. Sławomir Królak, posłowie Paweł Próchniak, Wydawnictwo Pasaże, Kraków 2010, s. 56, ISBN 978-83-927752-1-8 (Le Mort 1967)
- Alleluja. Katechizm Dianusa, przeł. Monika Marczuk, "Nowa Orgia Myśli", październik 2018 (L’Alleluiah: Catéchisme de Dianus 1947)

Filozofia:
- Doświadczenie wewnętrzne, przeł. Oskar Hedemann; w apendyksie tekst: Pierre Klossowski Georges’a Bataille’a tęsknota za autentycznością, wstęp i tłum. Krzysztof Matuszewski; Wydawnictwo KR, Warszawa 2003, ISBN 83-86989-30-0 (L’Expérience intérieure 1943).
- Część przeklęta oraz Ekonomia na miarę wszechświata. Granica użytecznego, przeł. Krzysztof Jarosz, Wydawnictwo KR, Warszawa 2002, 2004, ISBN 83-86989-99-8 (La Part maudite 1949, L’Économie à la mesure de l’univers, La Limite de l’utile).
- Historia erotyzmu, przeł. Ireneusz Kania, wyd. I: Kraków 1992, Oficyna Literacka, ISBN 83-85158-59-6, wyd II: Warszawa 2008, Wydawnictwo Fundacji Aletheia, ISBN 978-83-61182-12-2 (L’Histoire de l’erotisme 1951).
- Literatura a zło: Emily Brontë, Baudelaire, Michelet, Blake, Sade, Proust, Kafka, Genet, przeł. Maria Wodzyńska-Walicka, przedmowa Zbigniewa Bieńkowskiego, Oficyna Literacka, Kraków 1992 (La Littérature et le Mal: Emily Brontë, Baudelaire, Michelet, Blake, Sade, Proust, Kafka, Genet 1957).
- Erotyzm, przeł. Maryna Ochab, Gdańsk, Wyd. słowo/obraz terytoria, Wyd. I: 1999, Wyd. II: 2007 ISBN 978-83-7453-811-4 (L’érotisme 1957).
- Łzy Erosa, przeł. Tomasz Swoboda, Gdańsk 2009, Wyd. słowo/obraz terytoria, s. 348, ISBN 978-83-7453-918-0 (Les larmes d’Éros 1961).
- Teoria religii, przeł. Krzysztof Matuszewski, posłowie Krzysztof Matuszewski, Warszawa 1996, Wydawnictwo KR (Theorié de la religion 1973).
- Kolegium sokratyczne, przeł. Piotr Skalski, "Nowa Orgia Myśli", czerwiec 2021 (Collège socratique, tekst opublikowany pośmiertnie, napisany circa 1943).